# 2-й Волоколамский путепровод
2-й Волокола́мский путепрово́д — автомобильно-пешеходный путепровод в Москве на Волоколамском шоссе. Проходит над железнодорожными путями Рижского направления Московской железной дороги.
Название получил по Волоколамскому шоссе.

## История
Путепровод был сооружён в 1943 году (инженер Н. И. Ермолин). Реконструирован в 1973 году (инженер О. В. Сосонко, архитектор К. П. Савельев).